# او گم شده است
او گم شده‌است (به انگلیسی: She's Missing) با عنوان اصلی بزرگ‌راه یک فیلم سینمایی درام و معمایی ایرلندی به کارگردانی الکساندرا مک گوینس با بازی لوسی فرای و ایزا گونزالس محصول سال ۲۰۱۹ میلادی است. اولین بار این فیلم در مارس ۲۰۱۹ در جشنواره بین‌المللی فیلم Virgin Media Dublin اکران شد.

## بازیگران
- لوسی فرای در نقش هایدی
- ایزا گونزالس در نقش جین
- کریستیان کامارگو در نقش لایل
- جاش هارتنت در نقش رن
- بلیک بریس در نقش گاس
- شیلا وند در نقش گیلاس
- آنتونیا کمپبل-هیوز در نقش مارینا
- سی جی والاس در نقش تیلور
- اولیویا اسپینلی

## خلاصه داستان فیلم
هنگامی که هایدی بهترین دوست خود را در یک استادیوم گاوبازی گم می‌کند، او برای جستجو به اطراف بیابان آنجا می‌رود. اما در این راه دچار سختی‌های فراوانی می‌شود که…

## تولید
فیلمبرداری اصلی از اواسط ژوئیه ۲۰۱۷ در رویدوسو، نیومکزیکو، البوکرکی و موریارتی، نیومکزیکو آغاز شد. فیلمبرداری در اوت ۲۰۱۷ به پایان رسید.